# Danh sách cầu thủ tham dự Cúp bóng đá châu Phi 2006
Dưới đây là danh sách các đội hình thi đấu tại Cúp bóng đá châu Phi 2006.

## Angola
Huấn luyện viên:  Oliveira Gonçalves
| Số | Vt | Cầu thủ        | Ngày sinh (tuổi)            | Số trận | Câu lạc bộ        |
| -- | -- | -------------- | --------------------------- | ------- | ----------------- |
| 1  | TM | João Ricardo   | 7 tháng 1, 1970 (36 tuổi)   |         | Cầu thủ tự do     |
| 2  | HV | Jacinto        | 14 tháng 12, 1974 (31 tuổi) |         | Aviação           |
| 3  | HV | Jamba          | 10 tháng 7, 1977 (28 tuổi)  |         | Aviação           |
| 4  | TV | Lebo-Lebo      | 29 tháng 5, 1977 (28 tuổi)  |         | Sagrada Esperanca |
| 5  | HV | Kali           | 11 tháng 10, 1978 (27 tuổi) |         | Cầu thủ tự do     |
| 6  | TV | Miloy          | 27 tháng 5, 1981 (24 tuổi)  |         | Interclube        |
| 7  | TV | Figueiredo     | 28 tháng 11, 1972 (33 tuổi) |         | Varzim            |
| 8  | TV | André Macanga  | 14 tháng 5, 1978 (27 tuổi)  |         | Kuwait SC         |
| 9  | TĐ | Mantorras      | 18 tháng 3, 1982 (23 tuổi)  |         | Benfica           |
| 10 | TĐ | Akwá           | 30 tháng 5, 1977 (28 tuổi)  |         | Al-Wakra          |
| 11 | TV | Johnson Macaba | 23 tháng 1, 1978 (27 tuổi)  |         | Portuguesa        |
| 12 | TM | Lamá           | 1 tháng 2, 1981 (24 tuổi)   |         | Petró Atlético    |
| 13 | TĐ | Edson Nobre    | 3 tháng 2, 1980 (25 tuổi)   |         | Paços de Ferreira |
| 14 | HV | Mendonça       | 9 tháng 10, 1982 (23 tuổi)  |         | Varzim            |
| 15 | TĐ | Maurito        | 24 tháng 6, 1981 (24 tuổi)  |         | Al-Wahda          |
| 16 | TĐ | Flávio         | 20 tháng 12, 1979 (26 tuổi) |         | Al-Ahly           |
| 17 | TV | Zé Kalanga     | 12 tháng 10, 1983 (22 tuổi) |         | Petró Atlético    |
| 18 | TĐ | Love           | 10 tháng 1, 1982 (24 tuổi)  |         | Aviação           |
| 19 | TĐ | Titi Buengo    | 11 tháng 2, 1980 (25 tuổi)  |         | Clermont          |
| 20 | HV | Locó           | 25 tháng 12, 1984 (21 tuổi) |         | Benfica Luanda    |
| 21 | HV | Delgado        | 1 tháng 11, 1979 (26 tuổi)  |         | Primeiro Agosto   |
| 22 | TM | Goliath        | 1 tháng 10, 1972 (33 tuổi)  |         | Sagrada Esperanca |
| 23 | HV | Marco Abreu    | 8 tháng 12, 1974 (31 tuổi)  |         | Portimonense      |

## Cameroon
Huấn luyện viên:  Artur Jorge
| Số | Vt | Cầu thủ             | Ngày sinh (tuổi)            | Số trận | Câu lạc bộ            |
| -- | -- | ------------------- | --------------------------- | ------- | --------------------- |
| 1  | TM | Carlos Kameni       | 18 tháng 2, 1984 (21 tuổi)  |         | Espanyol              |
| 2  | HV | Jean-Hugues Ateba   | 1 tháng 4, 1981 (24 tuổi)   |         | Paris Saint-Germain   |
| 3  | HV | Timothée Atouba     | 17 tháng 2, 1982 (23 tuổi)  |         | Hamburger SV          |
| 4  | HV | Rigobert Song       | 1 tháng 7, 1976 (29 tuổi)   |         | Galatasaray           |
| 5  | HV | Raymond Kalla       | 22 tháng 4, 1975 (30 tuổi)  |         | Sivasspor             |
| 6  | HV | Benoit Angbwa       | 1 tháng 1, 1982 (24 tuổi)   |         | Krylya Sovetov Samara |
| 7  | TV | Daniel Kome         | 19 tháng 5, 1984 (21 tuổi)  |         | Ciudad de Murcia      |
| 8  | HV | Geremi              | 20 tháng 12, 1978 (27 tuổi) |         | Newcastle United      |
| 9  | TĐ | Samuel Eto'o        | 10 tháng 3, 1981 (24 tuổi)  |         | Barcelona             |
| 10 | TV | Achille Emana       | 5 tháng 6, 1982 (23 tuổi)   |         | Toulouse              |
| 11 | TV | Jean Makoun         | 29 tháng 5, 1983 (22 tuổi)  |         | Lille                 |
| 12 | HV | Armand Deumi        | 12 tháng 3, 1979 (26 tuổi)  |         | Bordeaux              |
| 13 | TV | Guy Feutchine       | 18 tháng 11, 1976 (29 tuổi) |         | PAOK                  |
| 14 | TV | Alioum Saidou       | 19 tháng 2, 1978 (27 tuổi)  |         | Galatasaray           |
| 15 | TĐ | Pierre Webó         | 20 tháng 1, 1982 (24 tuổi)  |         | Osasuna               |
| 16 | TM | Souleymanou Hamidou | 22 tháng 11, 1973 (32 tuổi) |         | Denizlispor           |
| 17 | TM | Pierre-Owono Ebede  | 9 tháng 9, 1980 (25 tuổi)   |         | Panathinaikos         |
| 18 | TĐ | Roudolphe Douala    | 25 tháng 9, 1978 (27 tuổi)  |         | Sporting CP           |
| 19 | TV | Eric Djemba-Djemba  | 4 tháng 5, 1981 (24 tuổi)   |         | Aston Villa           |
| 20 | TV | Salomon Olembé      | 8 tháng 12, 1980 (25 tuổi)  |         | Al-Rayyan             |
| 21 | HV | Pierre Boya         | 16 tháng 1, 1984 (22 tuổi)  |         | Partizan              |
| 22 | TĐ | Albert Meyong       | 19 tháng 10, 1985 (20 tuổi) |         | Belenenses            |
| 23 | HV | André Bikey         | 8 tháng 1, 1985 (21 tuổi)   |         | Reading               |

## Bờ Biển Ngà
Huấn luyện viên:  Henri Michel
| Số | Vt | Cầu thủ            | Ngày sinh (tuổi)            | Số trận | Câu lạc bộ          |
| -- | -- | ------------------ | --------------------------- | ------- | ------------------- |
| 1  | TM | Jean-Jacques Tizié | 7 tháng 9, 1972 (33 tuổi)   |         | Espérance           |
| 2  | TV | Kanga Akale        | 7 tháng 3, 1981 (24 tuổi)   |         | Auxerre             |
| 3  | HV | Arthur Boka        | 2 tháng 4, 1983 (22 tuổi)   |         | Strasbourg          |
| 4  | TV | Kolo Touré         | 19 tháng 3, 1981 (24 tuổi)  |         | Arsenal             |
| 5  | TV | Didier Zokora      | 14 tháng 12, 1980 (25 tuổi) |         | Saint-Étienne       |
| 6  | HV | Blaise Kouassi     | 2 tháng 2, 1974 (31 tuổi)   |         | Troyes              |
| 7  | TV | Emerse Faé         | 24 tháng 1, 1984 (21 tuổi)  |         | Nantes              |
| 8  | TĐ | Bonaventure Kalou  | 12 tháng 1, 1978 (28 tuổi)  |         | Paris Saint-Germain |
| 9  | TĐ | Arouna Koné        | 11 tháng 11, 1983 (22 tuổi) |         | PSV                 |
| 10 | TV | Gilles Yapi Yapo   | 13 tháng 1, 1982 (24 tuổi)  |         | Nantes              |
| 11 | TĐ | Didier Drogba      | 11 tháng 3, 1978 (27 tuổi)  |         | Chelsea             |
| 12 | HV | Abdoulaye Méïté    | 6 tháng 10, 1980 (25 tuổi)  |         | Marseille           |
| 13 | HV | Marco Zoro         | 27 tháng 12, 1983 (22 tuổi) |         | Messina             |
| 14 | TĐ | Bakari Koné        | 17 tháng 9, 1981 (24 tuổi)  |         | Nice                |
| 15 | TĐ | Aruna Dindane      | 26 tháng 11, 1980 (25 tuổi) |         | Lens                |
| 16 | TM | Gérard Gnanhouan   | 12 tháng 12, 1979 (26 tuổi) |         | Montpellier         |
| 17 | HV | Cyril Domoraud     | 22 tháng 7, 1971 (34 tuổi)  |         | Créteil-Lusitanos   |
| 18 | TV | Siaka Tiéné        | 22 tháng 2, 1982 (23 tuổi)  |         | Saint-Étienne       |
| 19 | HV | Yaya Touré         | 13 tháng 5, 1983 (22 tuổi)  |         | Olympiacos          |
| 20 | TV | Guy Demel          | 13 tháng 6, 1981 (24 tuổi)  |         | Hamburger SV        |
| 21 | HV | Emmanuel Eboué     | 4 tháng 6, 1983 (22 tuổi)   |         | Arsenal             |
| 22 | TV | Romaric            | 4 tháng 6, 1983 (22 tuổi)   |         | Le Mans             |
| 23 | TM | Boubacar Barry     | 20 tháng 12, 1979 (26 tuổi) |         | Beveren             |

## CHDC Congo
Huấn luyện viên:  Claude LeRoy
| Số | Vt | Cầu thủ                      | Ngày sinh (tuổi)            | Số trận | Câu lạc bộ            |
| -- | -- | ---------------------------- | --------------------------- | ------- | --------------------- |
| 1  | TM | Pascal Kalemba               | 26 tháng 2, 1979 (26 tuổi)  |         | Lupopol               |
| 2  | HV | Cyrille Mubiala Kitambala    | 7 tháng 7, 1974 (31 tuổi)   |         | Ajax Cape Town        |
| 3  | HV | Dituabanza Nsumbu            | 31 tháng 1, 1982 (23 tuổi)  |         | ASV Club              |
| 4  | TV | Tsholola Tshinyama           | 12 tháng 12, 1980 (25 tuổi) |         | Ajax Cape Town        |
| 5  | TĐ | Biscotte Mbala Mbuta         | 7 tháng 4, 1985 (20 tuổi)   |         | Yverdon-Sport         |
| 6  | TV | Mutamba Milambo              | 1 tháng 12, 1984 (21 tuổi)  |         | Le Havre              |
| 7  | HV | Christian Kinkela            | 25 tháng 5, 1982 (23 tuổi)  |         | Amiens                |
| 8  | TĐ | Tresor Mputu                 | 12 tháng 12, 1985 (20 tuổi) |         | Tout Puissant Mazembe |
| 9  | TĐ | Lomana LuaLua                | 28 tháng 12, 1980 (25 tuổi) |         | Portsmouth            |
| 10 | TV | Zola Matumona                | 26 tháng 11, 1981 (24 tuổi) |         | ASV Club              |
| 11 | TV | Marcel Kimemba Mbayo         | 23 tháng 4, 1978 (27 tuổi)  |         | Sakarya-Sport         |
| 12 | TV | Franck Matingou              | 4 tháng 12, 1979 (26 tuổi)  |         | Bastia                |
| 13 | HV | Nono Lubanzadio              | 27 tháng 1, 1980 (25 tuổi)  |         | Tout Puissant Mazembe |
| 14 | TV | Ngasanya Ilongo              | 8 tháng 8, 1984 (21 tuổi)   |         | DCMP                  |
| 15 | HV | Hérita Ilunga                | 25 tháng 2, 1982 (23 tuổi)  |         | Saint-Étienne         |
| 16 | TM | Dikete Tampungu              | 16 tháng 4, 1980 (25 tuổi)  |         | Bush Bucks            |
| 17 | TĐ | Mbele Blaise Lelo            | 10 tháng 8, 1987 (18 tuổi)  |         | Orlando Pirates       |
| 18 | HV | Gladys Bokese                | 10 tháng 9, 1981 (24 tuổi)  |         | DCMP                  |
| 19 | TV | Jean-Paul Kalala             | 28 tháng 9, 1982 (23 tuổi)  |         | Grimsby Town          |
| 20 | HV | Félicien Kabundi Tshamalenge | 15 tháng 5, 1980 (25 tuổi)  |         | Tout Puissant Mazembe |
| 21 | TV | Ndandu Kasongo               | 6 tháng 12, 1981 (24 tuổi)  |         | Tout Puissant Mazembe |
| 22 | TĐ | Musasa Kabamba               | 30 tháng 5, 1982 (23 tuổi)  |         | İstanbulspor          |
| 23 | TM | Francis Chansa               | 10 tháng 9, 1974 (31 tuổi)  |         | Orlando Pirates       |

## Ai Cập
Huấn luyện viên:  Hassan Shehata
| Số | Vt | Cầu thủ               | Ngày sinh (tuổi)            | Số trận | Câu lạc bộ        |
| -- | -- | --------------------- | --------------------------- | ------- | ----------------- |
| 1  | TM | Essam El-Hadary       | 15 tháng 1, 1973 (33 tuổi)  |         | Al-Ahly           |
| 2  | HV | Ahmad El-Sayed        | 30 tháng 10, 1980 (25 tuổi) |         | Al-Ahly           |
| 3  | HV | Mohamed Abdelwahab    | 13 tháng 7, 1983 (22 tuổi)  |         | Al-Ahly           |
| 4  | HV | Ibrahim Said          | 16 tháng 10, 1979 (26 tuổi) |         | Al-Zamalek        |
| 5  | HV | Abdel-Zaher El-Saqua  | 30 tháng 1, 1974 (31 tuổi)  |         | Konyaspor         |
| 6  | TV | Hassan Mostafa        | 20 tháng 11, 1979 (26 tuổi) |         | Al-Ahly           |
| 7  | TV | Ahmed Fathi           | 10 tháng 11, 1984 (21 tuổi) |         | Ismaily           |
| 8  | TV | Moataz Eno            | 8 tháng 8, 1984 (21 tuổi)   |         | Al-Zamalek        |
| 9  | TĐ | Hossam Hassan         | 10 tháng 8, 1966 (39 tuổi)  |         | Al-Masry          |
| 10 | TĐ | Emad Moteab           | 20 tháng 2, 1983 (22 tuổi)  |         | Al-Ahly           |
| 11 | TV | Mohamed Shawky        | 5 tháng 10, 1981 (24 tuổi)  |         | Al-Ahly           |
| 12 | TĐ | Mohamed Barakat       | 7 tháng 9, 1976 (29 tuổi)   |         | Al-Ahly           |
| 13 | HV | Tarek El-Sayed        | 5 tháng 4, 1978 (27 tuổi)   |         | Al-Zamalek        |
| 14 | TV | Abdel Halim Ali       | 24 tháng 10, 1973 (32 tuổi) |         | Al-Zamalek        |
| 15 | TĐ | Mido                  | 23 tháng 2, 1983 (22 tuổi)  |         | Tottenham Hotspur |
| 16 | TM | Abdel Wahed El-Sayed  | 3 tháng 6, 1977 (28 tuổi)   |         | Al-Zamalek        |
| 17 | TV | Ahmed Hassan          | 2 tháng 5, 1975 (30 tuổi)   |         | Beşiktaş          |
| 18 | TV | Samir Sabry           | 13 tháng 1, 1976 (30 tuổi)  |         | ENPPI             |
| 19 | TĐ | Amr Zaki              | 1 tháng 4, 1983 (22 tuổi)   |         | ENPPI             |
| 20 | HV | Wael Gomaa            | 3 tháng 8, 1975 (30 tuổi)   |         | Al-Ahly           |
| 21 | TV | Ahmed Eid Abdel Malek | 15 tháng 5, 1980 (25 tuổi)  |         | Harras El-Hedoud  |
| 22 | TĐ | Mohamed Aboutreika    | 7 tháng 11, 1978 (27 tuổi)  |         | Al-Ahly           |
| 23 | TM | Mohamed Abdel Monsef  | 6 tháng 2, 1977 (28 tuổi)   |         | Al-Zamalek        |

## Ghana
Huấn luyện viên:  Ratomir Dujkovic
| Số | Vt | Cầu thủ                 | Ngày sinh (tuổi)            | Số trận | Câu lạc bộ            |
| -- | -- | ----------------------- | --------------------------- | ------- | --------------------- |
| 1  | TM | Sammy Adjei             | 1 tháng 9, 1980 (25 tuổi)   |         | Ashdod                |
| 2  | HV | Aziz Ansah              | 7 tháng 10, 1980 (25 tuổi)  |         | Asante Kotoko         |
| 3  | TĐ | Louis Agyemang          | 4 tháng 4, 1983 (22 tuổi)   |         | Kaizer Chiefs         |
| 4  | HV | Samuel Kuffour          | 3 tháng 9, 1976 (29 tuổi)   |         | Roma                  |
| 5  | HV | John Mensah             | 29 tháng 11, 1982 (23 tuổi) |         | Rennes                |
| 6  | HV | Emmanuel Pappoe         | 3 tháng 3, 1981 (24 tuổi)   |         | Hapoel Kfar Saba      |
| 7  | TV | Laryea Kingston         | 7 tháng 11, 1980 (25 tuổi)  |         | Terek Grozny          |
| 8  | HV | Hans Sarpei             | 28 tháng 6, 1976 (29 tuổi)  |         | VfL Wolfsburg         |
| 9  | TĐ | Prince Tagoe            | 9 tháng 11, 1986 (19 tuổi)  |         | Al-Ittihad            |
| 10 | TV | Stephen Appiah          | 24 tháng 12, 1980 (25 tuổi) |         | Fenerbahçe            |
| 11 | HV | Francis Dickoh          | 13 tháng 12, 1982 (23 tuổi) |         | Nordsjælland          |
| 12 | TĐ | Godwin Attram           | 7 tháng 8, 1980 (25 tuổi)   |         | Al-Shabab             |
| 13 | TĐ | Joetex Asamoah Frimpong | 14 tháng 7, 1982 (23 tuổi)  |         | Enyimba International |
| 14 | TĐ | Mathew Amoah            | 24 tháng 10, 1980 (25 tuổi) |         | Borussia Dortmund     |
| 15 | TV | John Paintsil           | 15 tháng 6, 1981 (24 tuổi)  |         | Hapoel Tel Aviv       |
| 16 | TM | George Owu              | 7 tháng 7, 1982 (23 tuổi)   |         | Asante Kotoko         |
| 17 | HV | Daniel Edusei           | 2 tháng 9, 1980 (25 tuổi)   |         | Egaleo                |
| 18 | TV | Abubakari Yakubu        | 13 tháng 12, 1981 (24 tuổi) |         | Vitesse               |
| 19 | TV | Hamza Mohammed          | 5 tháng 11, 1980 (25 tuổi)  |         | Real Tamale United    |
| 20 | TĐ | Baba Adamu              | 20 tháng 10, 1979 (26 tuổi) |         | Krylya Sovetov Samara |
| 21 | HV | Issah Ahmed             | 24 tháng 5, 1982 (23 tuổi)  |         | Randers               |
| 22 | TM | Philemon McCarthy       | 14 tháng 8, 1983 (22 tuổi)  |         | Feyenoord Ghana       |
| 23 | TV | Haminu Dramani          | 1 tháng 4, 1986 (19 tuổi)   |         | Red Star Belgrade     |

## Guinée
Huấn luyện viên:  Patrice Neveu
| Số | Vt | Cầu thủ               | Ngày sinh (tuổi)            | Số trận | Câu lạc bộ     |
| -- | -- | --------------------- | --------------------------- | ------- | -------------- |
| 1  | TM | Naby Diarso           | 31 tháng 12, 1976 (29 tuổi) |         | Satellite      |
| 2  | TĐ | Pascal Feindouno      | 27 tháng 2, 1981 (24 tuổi)  |         | Saint-Étienne  |
| 3  | HV | Ibrahima Sory Camara  | 1 tháng 1, 1985 (21 tuổi)   |         | Parma          |
| 4  | HV | Mamadi Kaba           | 24 tháng 11, 1986 (19 tuổi) |         | Gueugnon       |
| 5  | HV | Bobo Balde            | 5 tháng 10, 1975 (30 tuổi)  |         | Celtic         |
| 6  | TV | Pablo Thiam           | 3 tháng 1, 1974 (32 tuổi)   |         | VfL Wolfsburg  |
| 7  | TĐ | Fodé Mansaré          | 3 tháng 9, 1981 (24 tuổi)   |         | Toulouse       |
| 8  | TV | Kanfoury Sylla        | 7 tháng 7, 1980 (25 tuổi)   |         | Ethnikos       |
| 9  | TĐ | Sambégou Bangoura     | 3 tháng 4, 1982 (23 tuổi)   |         | Stoke City     |
| 10 | TĐ | Ismaël Bangoura       | 2 tháng 1, 1985 (21 tuổi)   |         | Le Mans        |
| 11 | TĐ | Ibrahima Bangoura     | 8 tháng 12, 1982 (23 tuổi)  |         | Troyes         |
| 12 | HV | Morlaye Cissé         | 19 tháng 12, 1983 (22 tuổi) |         | Pontivy        |
| 13 | TV | Ousmane Bangoura      | 1 tháng 12, 1979 (26 tuổi)  |         | Charleroi      |
| 14 | TV | Ibrahima Sory Souare  | 14 tháng 7, 1982 (23 tuổi)  |         | Jura Sud Foot  |
| 15 | HV | Oumar Kalabané        | 8 tháng 4, 1981 (24 tuổi)   |         | Auxerre        |
| 16 | TM | Aboubacar Bangoura    | 1 tháng 1, 1982 (24 tuổi)   |         | Chateauneuf    |
| 17 | HV | Mamadou Alimou Diallo | 2 tháng 12, 1984 (21 tuổi)  |         | Lokeren        |
| 18 | TV | Momo Sylla            | 13 tháng 3, 1977 (28 tuổi)  |         | Leicester City |
| 19 | TĐ | Kaba Diawara          | 16 tháng 12, 1975 (30 tuổi) |         | Ajaccio        |
| 20 | TĐ | Ibrahim Yattara       | 3 tháng 6, 1980 (25 tuổi)   |         | Trabzonspor    |
| 21 | HV | Daouda Jabi           | 10 tháng 4, 1981 (24 tuổi)  |         | Ajaccio        |
| 22 | TM | Kémoko Camara         | 5 tháng 4, 1975 (30 tuổi)   |         | Hafia          |
| 23 | HV | Sekouba Camara        | 10 tháng 8, 1983 (22 tuổi)  |         | Kaloum Star    |

## Libya
Huấn luyện viên:  Ilija Lončarević
| Số | Vt | Cầu thủ               | Ngày sinh (tuổi)            | Số trận | Câu lạc bộ    |
| -- | -- | --------------------- | --------------------------- | ------- | ------------- |
| 1  | TM | Samir Abbud (captain) | 29 tháng 9, 1972 (33 tuổi)  |         | Ittihad       |
| 2  | HV | Walid Osman           | 28 tháng 2, 1977 (28 tuổi)  |         | Ittihad       |
| 3  | HV | Naji Shushan          | 14 tháng 1, 1981 (25 tuổi)  |         | Ittihad       |
| 4  | HV | Omar Daoud            | 9 tháng 4, 1983 (22 tuổi)   |         | JS Kabylie    |
| 5  | HV | Younes Shibani        | 27 tháng 6, 1981 (24 tuổi)  |         | Olomby        |
| 6  | TV | Marei Ramly           | 4 tháng 12, 1977 (28 tuổi)  |         | Ittihad       |
| 7  | TĐ | Jehad Muntasser       | 26 tháng 7, 1978 (27 tuổi)  |         | Treviso       |
| 8  | TV | Khaled Hussein        | 24 tháng 2, 1977 (28 tuổi)  |         | Nasr          |
| 9  | TĐ | Ahmed Zuway           | 28 tháng 12, 1982 (23 tuổi) |         | Ahly Benghazi |
| 10 | TĐ | Ahmed Saad            | 7 tháng 8, 1979 (26 tuổi)   |         | Ahly Tripoli  |
| 11 | TĐ | Ahmed El Masli        | 28 tháng 12, 1979 (26 tuổi) |         | Ittihad       |
| 12 | TM | Luis de Agustini      | 5 tháng 4, 1976 (29 tuổi)   |         | Liverpool     |
| 13 | HV | Essam Blal            | 15 tháng 9, 1978 (27 tuổi)  |         | Olomby        |
| 14 | TV | Tarik El Taib         | 28 tháng 2, 1977 (28 tuổi)  |         | Gaziantepspor |
| 15 | TĐ | Nader Kara            | 19 tháng 1, 1980 (26 tuổi)  |         | Olomby        |
| 16 | TV | Nader Al Tarhouni     | 24 tháng 10, 1979 (26 tuổi) |         | Siliya        |
| 17 | HV | Mahmoud Makhlouf      | 6 tháng 4, 1975 (30 tuổi)   |         | Ittihad       |
| 18 | HV | Osama Hamadi          | 7 tháng 6, 1975 (30 tuổi)   |         | Ittihad       |
| 19 | TĐ | Abdusalam Khames      | 12 tháng 4, 1974 (31 tuổi)  |         | Olomby        |
| 20 | TĐ | Salim al Rewani       | 28 tháng 2, 1977 (28 tuổi)  |         | Ittihad       |
| 21 | TM | Muftah Ghazalla       | 3 tháng 10, 1977 (28 tuổi)  |         | Ittihad       |
| 22 | HV | Madi Belkher          | 4 tháng 2, 1978 (27 tuổi)   |         | Hilal         |
| 23 | TV | Abdulnaser Slil       | 2 tháng 9, 1981 (24 tuổi)   |         | Ittihad       |

## Maroc
Huấn luyện viên:  Mohamed Fakhir
| Số | Vt | Cầu thủ              | Ngày sinh (tuổi)            | Số trận | Câu lạc bộ          |
| -- | -- | -------------------- | --------------------------- | ------- | ------------------- |
| 1  | TM | Tarik El Jarmouni    | 30 tháng 12, 1977 (28 tuổi) |         | FAR Rabat           |
| 2  | HV | Hoalid Regragui      | 23 tháng 9, 1975 (30 tuổi)  |         | Racing de Santander |
| 3  | HV | Noureddine Kacemi    | 17 tháng 10, 1977 (28 tuổi) |         | Grenoble            |
| 4  | TV | Abdeslam Ouaddou     | 1 tháng 11, 1978 (27 tuổi)  |         | Rennes              |
| 5  | HV | Talal El Karkouri    | 8 tháng 7, 1976 (29 tuổi)   |         | Charlton Athletic   |
| 6  | HV | Noureddine Naybet    | 10 tháng 2, 1970 (35 tuổi)  |         | Tottenham Hotspur   |
| 7  | TĐ | Jaouad Zaïri         | 14 tháng 4, 1982 (23 tuổi)  |         | Sochaux             |
| 8  | HV | El Houssaine Ouchla  | 1 tháng 12, 1970 (35 tuổi)  |         | FAR Rabat           |
| 9  | TĐ | Ali Boussaboun       | 11 tháng 6, 1979 (26 tuổi)  |         | Feyenoord           |
| 10 | TV | Mohamed Madihi       | 15 tháng 2, 1979 (26 tuổi)  |         | Wydad Casablanca    |
| 11 | TV | Mohamed Yaagoubi     | 12 tháng 9, 1977 (28 tuổi)  |         | Osasuna             |
| 12 | TM | Mustapha Chadili     | 14 tháng 2, 1973 (32 tuổi)  |         | Raja Casablanca     |
| 13 | TV | Houssine Kharja      | 9 tháng 11, 1982 (23 tuổi)  |         | Roma                |
| 14 | HV | Hafid Abdessadek     | 24 tháng 2, 1974 (31 tuổi)  |         | FAR Rabat           |
| 15 | TV | Youssef Safri        | 13 tháng 1, 1977 (29 tuổi)  |         | Norwich City        |
| 16 | HV | Elamine Erbate       | 1 tháng 7, 1981 (24 tuổi)   |         | Nadi Qatar          |
| 17 | TĐ | Marouane Chamakh     | 10 tháng 1, 1984 (22 tuổi)  |         | Bordeaux            |
| 18 | TV | Youssef Chippo       | 10 tháng 5, 1973 (32 tuổi)  |         | Al-Wakra            |
| 19 | TĐ | Hicham Aboucherouane | 2 tháng 4, 1981 (24 tuổi)   |         | Lille               |
| 20 | TĐ | Youssef Hadji        | 25 tháng 2, 1980 (25 tuổi)  |         | Rennes              |
| 21 | HV | Badr El Kaddouri     | 31 tháng 1, 1981 (24 tuổi)  |         | Dynamo Kyiv         |
| 22 | TM | Nadir Lamyaghri      | 13 tháng 2, 1976 (29 tuổi)  |         | Wydad Casablanca    |
| 23 | TĐ | Mohamed Armoumen     | 7 tháng 9, 1978 (27 tuổi)   |         | Al Kuwait Kaifan    |

## Nigeria
Huấn luyện viên:  Augustine Eguavoen
| Số | Vt | Cầu thủ            | Ngày sinh (tuổi)            | Số trận | Câu lạc bộ               |
| -- | -- | ------------------ | --------------------------- | ------- | ------------------------ |
| 1  | TM | Vincent Enyeama    | 29 tháng 8, 1982 (23 tuổi)  |         | Bnei Yehuda Tel Aviv     |
| 2  | HV | Joseph Yobo        | 6 tháng 9, 1980 (25 tuổi)   |         | Everton                  |
| 3  | HV | Taye Ismaila Taiwo | 16 tháng 4, 1985 (20 tuổi)  |         | Marseille                |
| 4  | TĐ | Nwankwo Kanu       | 1 tháng 8, 1976 (29 tuổi)   |         | Portsmouth               |
| 5  | HV | Chidi Odiah        | 17 tháng 12, 1983 (22 tuổi) |         | CSKA Moscow              |
| 6  | HV | Joseph Enakarhire  | 6 tháng 11, 1982 (23 tuổi)  |         | Dynamo Moscow            |
| 7  | TĐ | John Utaka         | 8 tháng 1, 1982 (24 tuổi)   |         | Portsmouth               |
| 8  | TV | John Obi Mikel     | 2 tháng 4, 1987 (18 tuổi)   |         | Chelsea                  |
| 9  | TĐ | Obafemi Martins    | 28 tháng 10, 1984 (21 tuổi) |         | Newcastle United         |
| 10 | TV | Jay-Jay Okocha     | 14 tháng 8, 1973 (32 tuổi)  |         | Bolton Wanderers         |
| 11 | TV | Garba Lawal        | 22 tháng 5, 1974 (31 tuổi)  |         | Iraklis                  |
| 12 | TM | Austin Ejide       | 8 tháng 4, 1984 (21 tuổi)   |         | Étoile Sportive du Sahel |
| 13 | TV | Aila Yussuf        | 4 tháng 11, 1984 (21 tuổi)  |         | Dynamo Kyiv              |
| 14 | TĐ | Victor Obinna      | 25 tháng 3, 1987 (18 tuổi)  |         | Chievo                   |
| 15 | HV | Paul Obiefule      | 15 tháng 5, 1986 (19 tuổi)  |         | Viborg                   |
| 16 | TV | Wilson Oruma       | 30 tháng 12, 1976 (29 tuổi) |         | Marseille                |
| 17 | TĐ | Julius Aghahowa    | 12 tháng 2, 1982 (23 tuổi)  |         | Shakhtar Donetsk         |
| 18 | TV | Christian Obodo    | 11 tháng 5, 1984 (21 tuổi)  |         | Udinese                  |
| 19 | TĐ | Stephen Makinwa    | 26 tháng 7, 1983 (22 tuổi)  |         | Palermo                  |
| 20 | TĐ | Peter Odemwingie   | 15 tháng 7, 1981 (24 tuổi)  |         | Lille                    |
| 21 | HV | Obinna Nwaneri     | 18 tháng 3, 1982 (23 tuổi)  |         | Espérance                |
| 22 | TV | Sani Kaita         | 2 tháng 5, 1986 (19 tuổi)   |         | Sparta Rotterdam         |
| 23 | TM | Dele Aiyenugba     | 20 tháng 11, 1983 (22 tuổi) |         | Enyimba International    |

## Sénégal
Huấn luyện viên:  Abdoulaye Sarr
| Số | Vt | Cầu thủ            | Ngày sinh (tuổi)            | Số trận | Câu lạc bộ           |
| -- | -- | ------------------ | --------------------------- | ------- | -------------------- |
| 1  | TM | Tony Mario Sylva   | 17 tháng 5, 1975 (30 tuổi)  |         | Lille                |
| 2  | HV | Omar Daf           | 12 tháng 2, 1977 (28 tuổi)  |         | Sochaux              |
| 3  | HV | Guirane N'Daw      | 24 tháng 4, 1984 (21 tuổi)  |         | Sochaux              |
| 4  | HV | Pape Diakhaté      | 21 tháng 6, 1984 (21 tuổi)  |         | Nancy                |
| 5  | HV | Souleymane Diawara | 24 tháng 12, 1978 (27 tuổi) |         | Sochaux              |
| 6  | TV | Rahmane Barry      | 30 tháng 6, 1986 (19 tuổi)  |         | Loreient             |
| 7  | TĐ | Henri Camara       | 10 tháng 5, 1977 (28 tuổi)  |         | Wigan Athletic       |
| 8  | TĐ | Mamadou Niang      | 13 tháng 10, 1979 (26 tuổi) |         | Marseille            |
| 9  | TĐ | Souleymane Camara  | 22 tháng 12, 1982 (23 tuổi) |         | Nice                 |
| 10 | TV | Issa Ba            | 7 tháng 10, 1981 (24 tuổi)  |         | Châteauroux          |
| 11 | TĐ | El Hadji Diouf     | 15 tháng 1, 1981 (25 tuổi)  |         | Bolton Wanderers     |
| 12 | TV | Amady Faye         | 12 tháng 3, 1977 (28 tuổi)  |         | Newcastle United     |
| 13 | HV | Lamine Diatta      | 2 tháng 7, 1975 (30 tuổi)   |         | Lyon                 |
| 14 | TV | Frédéric Mendy     | 6 tháng 11, 1981 (24 tuổi)  |         | Saint-Étienne        |
| 15 | TĐ | Diomansy Kamara    | 8 tháng 11, 1980 (25 tuổi)  |         | West Bromwich Albion |
| 16 | TM | Pape Diouf         | 31 tháng 12, 1982 (23 tuổi) |         | Jeanne d'Arc         |
| 17 | HV | Ferdinand Coly     | 10 tháng 9, 1973 (32 tuổi)  |         | Parma                |
| 18 | HV | Boukary Dramé      | 22 tháng 7, 1985 (20 tuổi)  |         | Paris Saint-Germain  |
| 19 | TV | Papa Bouba Diop    | 28 tháng 1, 1978 (27 tuổi)  |         | Fulham               |
| 20 | TV | Abdoulaye Faye     | 26 tháng 2, 1978 (27 tuổi)  |         | Bolton Wanderers     |
| 21 | HV | Habib Beye         | 19 tháng 10, 1977 (28 tuổi) |         | Marseille            |
| 22 | TM | Cheick N'Diaye     | 15 tháng 2, 1985 (20 tuổi)  |         | Rennes               |
| 23 | TV | Dino Djiba         | 20 tháng 12, 1985 (20 tuổi) |         | Metz                 |

## Nam Phi
Huấn luyện viên:  Ted Dumitru
| Số | Vt | Cầu thủ            | Ngày sinh (tuổi)            | Số trận | Câu lạc bộ          |
| -- | -- | ------------------ | --------------------------- | ------- | ------------------- |
| 1  | TM | Calvin Marlin      | 20 tháng 4, 1976 (29 tuổi)  |         | SuperSport United   |
| 2  | HV | Jimmy Tau          | 23 tháng 7, 1980 (25 tuổi)  |         | Kaizer Chiefs       |
| 3  | HV | Daniel Tshabalala  | 6 tháng 10, 1977 (28 tuổi)  |         | Orlando Pirates     |
| 4  | HV | Ricardo Katza      | 12 tháng 3, 1978 (27 tuổi)  |         | SuperSport United   |
| 5  | TV | Mbulelo Mabizela   | 16 tháng 9, 1980 (25 tuổi)  |         | Vålerenga           |
| 6  | HV | Siboniso Gaxa      | 6 tháng 4, 1984 (21 tuổi)   |         | SuperSport United   |
| 7  | TV | Siphiwe Tshabalala | 25 tháng 9, 1984 (21 tuổi)  |         | SuperSport United   |
| 8  | TV | Mlungisi Gumbi     | 9 tháng 3, 1980 (25 tuổi)   |         | Golden Arrows       |
| 9  | TĐ | Toni Nhleko        | 24 tháng 7, 1979 (26 tuổi)  |         | Viking              |
| 10 | TV | Benedict Vilakazi  | 9 tháng 8, 1982 (23 tuổi)   |         | Orlando Pirates     |
| 11 | TV | Elrio van Heerden  | 11 tháng 7, 1983 (22 tuổi)  |         | Club Brugge         |
| 12 | TV | Joseph Makhanya    | 15 tháng 9, 1981 (24 tuổi)  |         | Orlando Pirates     |
| 13 | HV | Pierre Issa        | 11 tháng 9, 1975 (30 tuổi)  |         | OFI Crete           |
| 14 | TĐ | Siyabonga Nomvete  | 2 tháng 12, 1977 (28 tuổi)  |         | Orlando Pirates     |
| 15 | TĐ | Sibusiso Zuma      | 23 tháng 6, 1976 (29 tuổi)  |         | Arminia Bielefeld   |
| 16 | TM | Moeneeb Josephs    | 19 tháng 5, 1980 (25 tuổi)  |         | Ajax Cape Town      |
| 17 | TĐ | Benni McCarthy     | 12 tháng 11, 1977 (28 tuổi) |         | Porto               |
| 18 | TĐ | Katlego Mphela     | 29 tháng 11, 1984 (21 tuổi) |         | SuperSport United   |
| 19 | HV | Thepo Masilela     | 5 tháng 5, 1985 (20 tuổi)   |         | Premier United      |
| 20 | TV | Siyabonga Nkosi    | 22 tháng 8, 1981 (24 tuổi)  |         | Bloemfontein Celtic |
| 21 | HV | Vuyo Mere          | 5 tháng 3, 1984 (21 tuổi)   |         | Mamelodi Sundowns   |
| 22 | TM | Avril Phali        | 17 tháng 8, 1976 (29 tuổi)  |         | Jomo Cosmos         |
| 23 | TĐ | Lebohang Mokoena   | 29 tháng 9, 1986 (19 tuổi)  |         | Orlando Pirates     |

## Togo
Huấn luyện viên:  Stephen Keshi
| Số | Vt | Cầu thủ                     | Ngày sinh (tuổi)            | Số trận | Câu lạc bộ            |
| -- | -- | --------------------------- | --------------------------- | ------- | --------------------- |
| 1  | TM | Ouro-Nimini Tchagnirou      | 31 tháng 12, 1977 (28 tuổi) |         | Djoliba               |
| 2  | HV | Daré Nibombé                | 16 tháng 6, 1980 (25 tuổi)  |         | Mons                  |
| 3  | HV | Jean Paul Abalo             | 26 tháng 6, 1975 (30 tuổi)  |         | Dunkerque             |
| 4  | TĐ | Emmanuel Adebayor           | 16 tháng 2, 1984 (21 tuổi)  |         | Arsenal               |
| 5  | HV | Massamasso Tchangai         | 8 tháng 8, 1978 (27 tuổi)   |         | Benevento             |
| 6  | HV | Yao Aziawonou               | 30 tháng 11, 1979 (26 tuổi) |         | Young Boys            |
| 7  | TV | Moustapha Salifou           | 1 tháng 6, 1983 (22 tuổi)   |         | Brest                 |
| 8  | TV | Abdoul-Gafar Mamah          | 24 tháng 8, 1985 (20 tuổi)  |         | Libreville            |
| 9  | TV | Mickaël Dogbé               | 28 tháng 11, 1976 (29 tuổi) |         | Rouen                 |
| 10 | TV | Mamam Cherif Touré          | 13 tháng 1, 1981 (25 tuổi)  |         | Metz                  |
| 11 | TĐ | Touré Coubageat             | 27 tháng 12, 1983 (22 tuổi) |         | Concordia Ihrhove     |
| 12 | HV | Eric Akoto                  | 20 tháng 7, 1980 (25 tuổi)  |         | Admira Wacker Mödling |
| 13 | HV | Emmanuel Mathias            | 3 tháng 4, 1986 (19 tuổi)   |         | Espérance             |
| 14 | TĐ | Adekanmi Olufade            | 7 tháng 1, 1980 (26 tuổi)   |         | Al-Siliya             |
| 15 | TV | Alaixys Romao               | 18 tháng 1, 1984 (22 tuổi)  |         | Louhans-Cuiseaux      |
| 16 | TM | Kossi Agassa                | 2 tháng 7, 1978 (27 tuổi)   |         | Metz                  |
| 17 | TĐ | Mohamed Kader               | 8 tháng 4, 1979 (26 tuổi)   |         | Sochaux               |
| 18 | TV | Yao Junior Senaya           | 19 tháng 4, 1984 (21 tuổi)  |         | Yverdon-Sport         |
| 19 | TV | Haliru Alidu                | 24 tháng 2, 1984 (21 tuổi)  |         | Douanes               |
| 20 | HV | Ludovic Assemoassa          | 18 tháng 9, 1980 (25 tuổi)  |         | Ciudad de Murcia      |
| 21 | HV | Mohammed Zanzan Atte-Oudeyi | 2 tháng 9, 1980 (25 tuổi)   |         | Lokeren               |
| 22 | TM | Kodjovi Obilale             | 8 tháng 10, 1984 (21 tuổi)  |         | Étoile Filante        |
| 23 | TV | Kassim Guyazou              | 7 tháng 1, 1982 (24 tuổi)   |         | Étoile Filante        |

## Tunisia
Huấn luyện viên:  Roger Lemerre
| Số | Vt | Cầu thủ                      | Ngày sinh (tuổi)            | Số trận | Câu lạc bộ           |
| -- | -- | ---------------------------- | --------------------------- | ------- | -------------------- |
| 1  | TM | Ali Boumnijel                | 13 tháng 4, 1966 (39 tuổi)  |         | Club Africain        |
| 2  | HV | Issam Merdassi               | 16 tháng 3, 1981 (24 tuổi)  |         | Sfaxien              |
| 3  | HV | Karim Haggui                 | 21 tháng 1, 1984 (21 tuổi)  |         | Étoile du Sahel      |
| 4  | HV | Sofiane Melliti              | 18 tháng 8, 1978 (27 tuổi)  |         | Vorskla Poltava      |
| 5  | TĐ | Ziad Jaziri                  | 12 tháng 7, 1978 (27 tuổi)  |         | Troyes               |
| 6  | HV | Hatem Trabelsi               | 25 tháng 1, 1977 (28 tuổi)  |         | Ajax                 |
| 7  | TV | Chaouki Ben Saada            | 1 tháng 7, 1984 (21 tuổi)   |         | Bastia               |
| 8  | TV | Hamed Namouchi               | 12 tháng 1, 1984 (22 tuổi)  |         | Rangers              |
| 9  | TĐ | Haikel Gmamdia               | 22 tháng 12, 1981 (24 tuổi) |         | Strasbourg           |
| 10 | TV | Kais Ghodhbane               | 7 tháng 1, 1976 (30 tuổi)   |         | Samsunspor           |
| 11 | TĐ | Francileudo Silva dos Santos | 20 tháng 3, 1979 (26 tuổi)  |         | Toulouse             |
| 12 | TV | Jaouhar Mnari                | 8 tháng 11, 1976 (29 tuổi)  |         | 1. FC Nürnberg       |
| 13 | TV | Riadh Bouazizi               | 8 tháng 4, 1973 (32 tuổi)   |         | Kayseri Erciyesspor  |
| 14 | TV | Adel Chedli                  | 16 tháng 9, 1976 (29 tuổi)  |         | 1. FC Nürnberg       |
| 15 | HV | Radhi Jaïdi                  | 30 tháng 8, 1975 (30 tuổi)  |         | Bolton Wanderers     |
| 16 | TM | Khaled Fadhel                | 29 tháng 9, 1976 (29 tuổi)  |         | Kayseri Erciyesspor  |
| 17 | TĐ | Issam Jemaa                  | 28 tháng 1, 1984 (21 tuổi)  |         | Lens                 |
| 18 | TV | Selim Benachour              | 8 tháng 9, 1981 (24 tuổi)   |         | Vitória de Guimarães |
| 19 | HV | Anis Ayari                   | 16 tháng 2, 1982 (23 tuổi)  |         | Samsunspor           |
| 20 | HV | José Clayton                 | 21 tháng 3, 1974 (31 tuổi)  |         | Al-Sadd              |
| 21 | HV | Alaeddine Yahia              | 26 tháng 9, 1981 (24 tuổi)  |         | Saint-Étienne        |
| 22 | TM | Hamdi Kasraoui               | 18 tháng 1, 1983 (23 tuổi)  |         | Espérance            |
| 23 | TV | Amine Ltaief                 | 4 tháng 7, 1984 (21 tuổi)   |         | Espérance            |

## Zambia
Huấn luyện viên:  Kalusha Bwalya
| Số | Vt | Cầu thủ             | Ngày sinh (tuổi)            | Số trận | Câu lạc bộ         |
| -- | -- | ------------------- | --------------------------- | ------- | ------------------ |
| 1  | TM | Kennedy Mweene      | 11 tháng 12, 1984 (21 tuổi) |         | Free State Stars   |
| 3  | HV | Kennedy Nketani     | 25 tháng 11, 1984 (21 tuổi) |         | Zanaco             |
| 4  | HV | Joseph Musonda      | 30 tháng 5, 1977 (28 tuổi)  |         | Free State Stars   |
| 5  | TV | Elijah Tana         | 28 tháng 2, 1975 (30 tuổi)  |         | Atlético Petróleos |
| 6  | HV | Mark Sinyangwe      | 29 tháng 12, 1979 (26 tuổi) |         | Green Buffaloes    |
| 7  | TĐ | Clifford Mulenga    | 5 tháng 8, 1987 (18 tuổi)   |         | Örgryte            |
| 8  | TV | Isaac Chansa        | 23 tháng 3, 1984 (21 tuổi)  |         | Orlando Pirates    |
| 9  | TĐ | Collins Mbesuma     | 3 tháng 2, 1984 (21 tuổi)   |         | Portsmouth         |
| 10 | TV | Ian Bakala          | 1 tháng 11, 1980 (25 tuổi)  |         | Primeiro de Agosto |
| 11 | TĐ | Christopher Katongo | 31 tháng 8, 1981 (24 tuổi)  |         | Jomo Cosmos        |
| 12 | TĐ | Harry Milanzi       | 13 tháng 3, 1978 (27 tuổi)  |         | Primeiro de Agosto |
| 13 | HV | Misheck Lungu       | 2 tháng 6, 1980 (25 tuổi)   |         | Lombard-Pápa       |
| 14 | TV | Mumamba Numba       | 21 tháng 3, 1978 (27 tuổi)  |         | Zanaco             |
| 15 | TĐ | Linos Chalwe        | 17 tháng 9, 1980 (25 tuổi)  |         | Étoile du Sahel    |
| 16 | TM | George Kolala       | 3 tháng 3, 1976 (29 tuổi)   |         | Zanaco             |
| 17 | TV | Andrew Sinkala      | 18 tháng 6, 1979 (26 tuổi)  |         | 1. FC Köln         |
| 18 | HV | Billy Mwanza        | 21 tháng 1, 1983 (22 tuổi)  |         | Power Dynamos      |
| 19 | HV | Clive Hachilensa    | 17 tháng 9, 1979 (26 tuổi)  |         | Free State Stars   |
| 20 | TV | Felix Katongo       | 18 tháng 4, 1984 (21 tuổi)  |         | Jomo Cosmos        |
| 21 | TV | Rainford Kalaba     | 14 tháng 8, 1986 (19 tuổi)  |         | Nice               |
| 22 | TM | Kalililo Kakonje    | 1 tháng 6, 1985 (20 tuổi)   |         | Golden Arrows      |
| 23 | TV | William Njovu       | 4 tháng 3, 1987 (18 tuổi)   |         | Lusaka Dynamos     |
| 27 | TĐ | James Chamanga      | 2 tháng 2, 1980 (25 tuổi)   |         | Bush Bucks         |

## Zimbabwe
Huấn luyện viên: Charles Muhlauri
| Số | Vt | Cầu thủ               | Ngày sinh (tuổi)            | Số trận | Câu lạc bộ         |
| -- | -- | --------------------- | --------------------------- | ------- | ------------------ |
| 1  | TM | Energy Murambadoro    | 27 tháng 6, 1982 (23 tuổi)  |         | CAPS United        |
| 2  | HV | Herbert Dick          | 2 tháng 9, 1979 (26 tuổi)   |         | AmaZulu            |
| 3  | TV | Esrom Nyandoro        | 6 tháng 2, 1980 (25 tuổi)   |         | Mamelodi Sundowns  |
| 4  | HV | Bekithemba Ndlovu     | 9 tháng 8, 1976 (29 tuổi)   |         | Silver Stars       |
| 5  | TV | Francis Chandida      | 28 tháng 5, 1979 (26 tuổi)  |         | Buymore            |
| 6  | HV | Zvenyika Makonese     | 7 tháng 7, 1977 (28 tuổi)   |         | Santos             |
| 7  | TV | Joel Lupahla          | 26 tháng 4, 1977 (28 tuổi)  |         | SuperSport United  |
| 8  | TV | Tinashe Nengomasha    | 2 tháng 9, 1982 (23 tuổi)   |         | Kaizer Chiefs      |
| 9  | TĐ | Benjani               | 13 tháng 8, 1978 (27 tuổi)  |         | Portsmouth         |
| 10 | TĐ | Shingayi Kaondera     | 31 tháng 7, 1982 (23 tuổi)  |         | Cầu thủ tự do      |
| 11 | HV | Charles Yohane        | 26 tháng 8, 1973 (32 tuổi)  |         | Wits University    |
| 12 | TĐ | Peter Ndlovu          | 25 tháng 2, 1973 (32 tuổi)  |         | Mamelodi Sundowns  |
| 13 | HV | Cephas Chimedza       | 5 tháng 12, 1984 (21 tuổi)  |         | Germinal Beerschot |
| 14 | HV | George Mbwando        | 20 tháng 10, 1975 (30 tuổi) |         | Jahn Regensburg    |
| 15 | TV | Dickson Choto         | 19 tháng 3, 1981 (24 tuổi)  |         | Legia Warsaw       |
| 16 | TM | Tapuwa Kapini         | 17 tháng 7, 1984 (21 tuổi)  |         | Highlanders        |
| 17 | TĐ | Gilbert Mushangazhike | 11 tháng 8, 1975 (30 tuổi)  |         | Jiangsu Suning     |
| 18 | TĐ | Brian Badza           | 23 tháng 6, 1979 (26 tuổi)  |         | CAPS United        |
| 19 | TĐ | Edzai Kasinauyo       | 28 tháng 3, 1975 (30 tuổi)  |         | Moroka Swallows    |
| 20 | TV | Edelbert Dinha        | 14 tháng 3, 1973 (32 tuổi)  |         | Orlando Pirates    |
| 21 | HV | James Matola          | 31 tháng 5, 1977 (28 tuổi)  |         | Buymore            |
| 22 | TV | Lloyd Chitembwe       | 21 tháng 6, 1971 (34 tuổi)  |         | CAPS United        |
| 23 | TM | Gift Muzadzi          | 2 tháng 10, 1974 (31 tuổi)  |         | CAPS United        |